# Список об'єктів Світової спадщини ЮНЕСКО у Великій Британії
Список об'єктів Світової спадщини ЮНЕСКО у Великій Британії станом на 2017 рік налічував 31 найменування, що становило 2,85 % загальної кількості об'єктів Світової спадщини у світі (1054 станом на 2016 рік).
Велика Британія ратифікувала Конвенцію ЮНЕСКО про охорону всесвітньої культурної і природної спадщини 29 травня 1984 року, а перші 7 британських пам'яток були внесені до списку об'єктів Світової спадщини 1986 року на 10-й сесії Комітету Світової спадщини ЮНЕСКО. Перелік об'єктів Світової спадщини ЮНЕСКО у Великій Британії також поповнювався у 1987, 1988, 1995, 1997, 1999, 2000, 2001, 2003, 2004, 2006, 2009, 2015, 2016, 2017 та розширювався у 2004, 2005, 2008 та 2012 роках. Крім того, 2012 року об'єкт під назвою Ліверпуль — морське торгове місто було внесено до списку об'єктів Світової спадщини, що перебувають під загрозою знищення через проект будівництва, що може призвести до масштабної реконструкції історичних доків на півночі від центра міста.
Географічно з 31 британського об'єкта Світової спадщини 19 розташовані в Англії, 5 — у Шотландії, 2 — в Уельсі та 1 — у Північній Ірландії, також один з об'єктів розташований одразу в Англії та Уельсі. Крім того, 4 об'єкти розташовані за межами Великої Британії у британських заморських територіях. У таблиці нижче наведено розподіл об'єктів за історичними регіонами (невідповідність кількості об'єктів у таблиці нижче до загальної кількості об'єктів Світової спадщини у Великій Британії зумовлено тим, що Акведук Понткісіллте розташований на межі Англії та Уельсу, тому включений до таблиці двічі):
| Регіон              | Культурні | Природні | Змішані |
| ------------------- | --------- | -------- | ------- |
| Англія              | 18        | 1        | —       |
| Шотландія           | 4         | —        | 1       |
| Заморські території | 2         | 2        | —       |
| Уельс               | 3         | —        | —       |
| Північна Ірландія   | 0         | 1        | —       |

З 31 об'єкта 26 є об'єктами культурного типу (критерії i-vi), 4 об'єкти є природними пам'ятками (критерії vii-x) та 1 — об'єктом змішаного типу. 11 культурних об'єктів визнані шедеврами людського генія (критерій i), 3 об'єкти — природними феноменами виняткової краси та естетичної важливості (критерій vii). Детальний розподіл об'єктів за критеріями подано в таблиці нижче. Невідповідність кількості об'єктів у таблиці з загальною кількістю об'єктів зумовлена тим, що одна пам'ятка може відповідати кільком критеріям.
| i  | ii | iii | iv | v | vi | vii | viii | ix | x |
| -- | -- | --- | -- | - | -- | --- | ---- | -- | - |
| 11 | 20 | 10  | 23 | 2 | 5  | 4   | 2    | 1  | 3 |

## Пояснення до списку
У таблицях нижче об'єкти розташовані у хронологічному порядку їх додавання до списку Світової спадщини ЮНЕСКО.
Кольорами у списку позначено:
На мапах кожному об'єкту відповідає червона позначка (), якщо кілька пам'яток внесені до списку як один об'єкт Світової спадщини, то їх позначено синім () або зеленим ().

## Розташування об'єктів
| Дорога Гігантів Даремські замок і собор Айронбридж Парк Стадлі, · Фаунтийське абатство Стоунхендж, Ейвбері Гарлех Бомаріс Карнарвон Конві Сент-Кілда Бленхеймський палац 1 Бат Адріанів вал Тауер Собор у Кентербері, Абатство Святого Августина, Церква Святого Мартіна Старе і Нове місто Единбурга Морський Гринвіч Пам'ятки неоліту на Оркнейських островах Блайневон Нью-Ланарк Солтейр Юрське узбережжя Фабрики в долині річки Дервент 2 Ліверпуль Ландшафт Корнуоллу і Західного Девона Понткісіллте Форт-Бридж Край Озерclass=notpageimage\| Об'єкти Світової спадщини ЮНЕСКО на Британських островах · — Замки та фортеці короля Едуарда I в королівстві Гвінед · 1 — Вестмінстерський палац, Вестмінстерське абатство, Церква Святої Маргарити · 2 — Королівські ботанічні сади | \| \| Сент-Джорджclass=notpageimage\\| Місто Сент-Джордж · на Бермудських островах Гендерсонclass=notpageimage\\| Острів Гендерсон · у Тихому океані Гоф і Неприступнийclass=notpageimage\\| Острови Гоф і Неприступний · в Атлантичному океані Печера Горхемаclass=notpageimage\\| Печерний комплекс Горхема · на мапі Європи \| |
| | Сент-Джорджclass=notpageimage\| Місто Сент-Джордж · на Бермудських островах Гендерсонclass=notpageimage\| Острів Гендерсон · у Тихому океані Гоф і Неприступнийclass=notpageimage\| Острови Гоф і Неприступний · в Атлантичному океані Печера Горхемаclass=notpageimage\| Печерний комплекс Горхема · на мапі Європи              |

## Список
| №  | Зображення | Назва | Місцеположення | Час створення           | Час внесення до списку                    | №                                                    | Критерії           |
| -- | ---------- | --- | --- | ----------------------- | ----------------------------------------- | ---------------------------------------------------- | ------------------ |
| 1  |            | Дорога Гігантів та узбережжя біля неї (англ. Giant's Causeway and Causeway Coast)                                                                                   | Велика Британія Північна Ірландія Графство: Антрім                                                                                                  | 50-60 млн років тому    | 1986 (внесено незначні зміни в 2016 році) | 369 [Архівовано 11 липня 2017 у Wayback Machine.]    | vii, viii          |
| 2  |            | Замок і кафедральний собор у місті Дарем (англ. Durham Castle and Cathedral)                                                                                        | Велика Британія Англія Регіон: Північно-Східна Англія Церемоніальне графство: Дарем Місто: Дарем                                                    | XI-XII століття         | 1986 (внесено незначні зміни в 2008 році) | 370 [Архівовано 11 липня 2017 у Wayback Machine.]    | ii, iv, vi         |
| 3  |            | Ущелина Айронбридж (англ. Ironbridge Gorge) | Велика Британія Англія Регіон: Західний Мідленд Церемоніальне графство: Шропшир Селище: Айронбридж                                                  | XVIII століття          | 1986                                      | 371 [Архівовано 11 липня 2017 у Wayback Machine.]    | i, ii, iv, vi      |
| 4  |            | Королівський парк Стадлі і руїни Фаунтинського абатства (англ. Studley Royal Park including the Ruins of Fountains Abbey)                                           | Велика Британія Англія Регіон: Йоркшир і Гамбер Церемоніальне графство: Північний Йоркшир                                                           | XII, XVIII-XIX століття | 1986 (внесено незначні зміни в 2012 році) | 372 [Архівовано 11 липня 2017 у Wayback Machine.]    | i, iv              |
| 5  |            | Стоунхендж, Ейвбері та прилеглі археологічні об'єкти (англ. Stonehenge, Avebury and Associated Sites)                                                               | Велика Британія Англія Регіон: Південно-Західна Англія Церемоніальне графство: Вілтшир                                                              | 4-2 тис. до н. е.       | 1986 (внесено незначні зміни в 2008 році) | 373 [Архівовано 10 березня 2008 у Wayback Machine.]  | i, ii, iii         |
| 6  |            | Замки та фортеці короля Едуарда I в королівстві Гвінед: • Гарлех • Бомаріс • Карнарвон • Конві (англ. Castles and Town Walls of King Edward in Gwynedd)             | Велика Британія Уельс Область: Гвінет | XIII-XIV століття       | 1986                                      | 374 [Архівовано 30 червня 2017 у Wayback Machine.]   | i, iii, iv         |
| 7  |            | Сент-Кілда (англ. St Kilda) | Велика Британія Шотландія Область: Західні острови                                                                                                  | —                       | 1986 (розширено у 2004 та 2005 роках)     | 387 [Архівовано 12 липня 2017 у Wayback Machine.]    | iii, v, vii, ix, x |
| 8  |            | Бленгеймський палац (англ. Blenheim Palace) | Велика Британія Англія Регіон: Південно-Східна Англія Церемоніальне графство: Оксфордшир Місто: Вудсток                                             | XVIII століття          | 1987                                      | 425 [Архівовано 24 грудня 2016 у Wayback Machine.]   | ii, iv             |
| 9  |            | Вестмінстерський палац, Вестмінстерське абатство і церква Святої Маргарити (англ. Westminster Palace, Westminster Abbey and Saint Margaret's Church)                | Велика Британія Англія Регіон: Великий Лондон Місто: Лондон (Вестмінстер)                                                                           | XIII-XIX століття       | 1987 (внесено незначні зміни в 2008 році) | 426 [Архівовано 11 травня 2015 у WebCite]            | i, ii, iv          |
| 10 |            | Місто Бат (англ. City of Bath) | Велика Британія Англія Регіон: Південно-Західна Англія Церемоніальне графство: Сомерсет Місто: Бат                                                  | XVIII століття          | 1987                                      | 428 [Архівовано 3 жовтня 2009 у Wayback Machine.]    | i, ii, iv          |
| 11 |            | Укріплені рубежі Римської імперії: • Адріанів вал • Вал Антоніна (англ. Frontiers of the Roman Empire)                                                              | Велика Британія спільно з Німеччиною Англія Регіони: Північно-Західна Англія, Північно-Східна Англія Церемоніальні графства: Камбрія, Нортумберленд | II століття             | 1987 (розширено в 2005 та 2008 роках)     | 430 [Архівовано 1 грудня 2015 у Wayback Machine.]    | ii, iii, iv        |
| 12 |            | Острів Гендерсон (англ. Henderson Island) | Велика Британія Заморська територія: Острови Піткерн                                                                                                | —                       | 1988                                      | 487 [Архівовано 18 травня 2017 у Wayback Machine.]   | vii, x             |
| 13 |            | Лондонський Тауер (англ. Tower of London) | Велика Британія Англія Регіон: Великий Лондон Місто: Лондон (Тауер-Гемлетс)                                                                         | XI століття             | 1988                                      | 488 [Архівовано 31 жовтня 2019 у Wayback Machine.]   | ii, iv             |
| 14 |            | Кентерберійський собор, абатство святого Августина і Церква Святого Мартіна в Кентербері (англ. Canterbury Cathedral, St Augustine's Abbey, and St Martin's Church) | Велика Британія Англія Регіон: Південно-Східна Англія Церемоніальне графство: Кент Місто: Кентербері                                                | X-XII століття          | 1988                                      | 496 [Архівовано 18 січня 2010 у WebCite]             | i, ii, vi          |
| 15 |            | Старе місто і Нове місто Единбурга (англ. Cultural site Old and New Towns of Edinburgh)                                                                             | Велика Британія Шотландія Область: Единбург Місто: Единбург                                                                                         | XI-XIX століття         | 1995                                      | 728 [Архівовано 11 липня 2017 у Wayback Machine.]    | ii, iv             |
| 16 |            | Острови Гоф і Неприступний (англ. Gough and Inaccessible Islands)                                                                                                   | Велика Британія Заморська територія: Острови Святої Єлени, Вознесіння і Тристан-да-Кунья                                                            | —                       | 1995 (розширено в 2004 році)              | 740 [Архівовано 24 грудня 2018 у Wayback Machine.]   | vii, x             |
| 17 |            | «Морський Гринвіч» (англ. Maritime Greenwich) | Велика Британія Англія Регіон: Великий Лондон Місто: Лондон (Гринвіч)                                                                               | XVII-XVIII століття     | 1997                                      | 795 [Архівовано 19 липня 2017 у Wayback Machine.]    | i, ii, iv, vi      |
| 18 |            | Пам'ятки неоліту на Оркнейських островах: • Мейсхау • Мегаліти Стеннеса • Коло Бродгара • Скара-Брей (англ. Heart of Neolithic Orkney)                              | Велика Британія Шотландія Область: Оркнейські острови                                                                                               | 3 тис. до н. е.         | 1999 (внесено незначні зміни в 2015 році) | 514 [Архівовано 25 квітня 2012 у WebCite]            | i, ii, iii, iv     |
| 19 |            | Історичне місто Сент-Джордж і його укріплення (англ. Historic Town of St George and Related Fortifications, Bermuda)                                                | Велика Британія Заморська територія: Бермудські острови                                                                                             | XVII-XX століття        | 2000                                      | 983 [Архівовано 24 грудня 2018 у Wayback Machine.]   | iv                 |
| 20 |            | Гірничопромисловий ландшафт Блайневона (англ. Blaenavon Industrial Landscape)                                                                                       | Велика Британія Уельс Область: Торван Місто: Бленавон                                                                                               | XIX століття            | 2000                                      | 984 [Архівовано 18 січня 2010 у WebCite]             | iii, iv            |
| 21 |            | Нью-Ланарк (англ. New Lanark) | Велика Британія Шотландія Область: Південний Ланаркшир Селище: Нью-Ланарк                                                                           | XVIII-XIX століття      | 2001                                      | 429 [Архівовано 11 липня 2017 у Wayback Machine.]    | ii, iv, vi         |
| 22 |            | Солтейр (англ. Saltaire) | Велика Британія Англія Регіон: Йоркшир і Гамбер Церемоніальне графство: Західний Йоркшир Селище: Солтейр                                            | XIX століття            | 2001                                      | 1028 [Архівовано 6 лютого 2013 у WebCite]            | ii, iv             |
| 23 |            | Юрське узбережжя Дорсету і Східного Девону (англ. Dorset and East Devon Coast)                                                                                      | Велика Британія Англія Південно-Західна Англія Церемоніальні графства: Дорсет, Девон                                                                | —                       | 2001                                      | 1029 [Архівовано 25 квітня 2012 у WebCite]           | viii               |
| 24 |            | Фабрики в долині річки Дервент (англ. Derwent Valley Mills) | Велика Британія Англія Регіон: Східний Мідленд Церемоніальне графство: Дербішир                                                                     | XVIII-XIX століття      | 2001                                      | 1030 [Архівовано 18 січня 2010 у WebCite]            | ii, iv             |
| 25 |            | Королівські ботанічні сади в К'ю (англ. Royal Botanic Gardens, Kew)                                                                                                 | Велика Британія Англія Регіон: Великий Лондон Місто: Лондон (Річмонд-на-Темзі)                                                                      | XVIII-XX століття       | 2003                                      | 1084 [Архівовано 11 липня 2017 у Wayback Machine.]   | ii, iii, iv        |
| 26 |            | Гірничопромисловий ландшафт Корнволлу і Західного Девона (англ. Cornwall and West Devon Mining Landscape)                                                           | Велика Британія Англія Регіон: Південно-Західна Англія Церемоніальні графства: Девон, Корнвол                                                       | XVIII-XIX століття      | 2006                                      | 1215 [Архівовано 11 липня 2017 у Wayback Machine.]   | ii, iii, iv        |
| 27 |            | Акведук Понткісіллте (англ. Pont-Cysyllte Aqueduct) | Велика Британія Уельс Області: Рексем, Денбігшир Англія Регіон: Західний Мідленд Церемоніальне графство: Шропшир                                    | 1795–1805               | 2009                                      | 1303 [Архівовано 11 липня 2017 у Wayback Machine.]   | i, ii, iv          |
| 28 |            | Форт-Брідж (англ. The Forth Bridge) | Велика Британія Шотландія Області: Файф, Единбург                                                                                                   | 1890                    | 2015                                      | 1485 [Архівовано 11 липня 2017 у Wayback Machine.]   | i, iv              |
| 29 |            | Печерний комплекс Горама (англ. Gorham's Cave Complex) | Велика Британія Заморська територія: Гібралтар | —                       | 2016                                      | 1500 [Архівовано 7 липня 2018 у Wayback Machine.]    | iii                |
| 30 |            | Англійський край озер (англ. England's Lake District) | Велика Британія Англія Регіон: Північно-Західна Англія Церемоніальне графство: Камбрія                                                              | —                       | 2017                                      | 422 [Архівовано 8 липня 2018 у Wayback Machine.]     | ii, v, vi          |
| 31 |            | Обсерваторія Джодрелл-Бенк (англ. Jodrell Bank Observatory) | Велика Британія | 1945                    | 2019                                      | 1594 [Архівовано 12 березня 2022 у Wayback Machine.] | i, ii, iv, vi      |
| 32 |            | Великі курортні міста Європи (англ. The Great Spa Towns of Europe) * Місто Бат                                                                                      | Велика Британія (спільно з Австрією , Бельгією , Італією , Німеччиною , Францією та Чехією )                                                        | XVIII — XX століття     | 2021                                      | 1613                                                 | ii, iii            |
| 33 |            | Сланцевий ландшафт Північно-Західного Уельсу (англ. The Slate Landscape of Northwest Wales)                                                                         | Велика Британія Уельс | XVIII-XX століття       | 2021                                      | 1633 [Архівовано 14 липня 2019 у Wayback Machine.]   | ii, iv             |

## Розташування об'єктів попереднього списку
|  | Чатемська корабельня Кресвел-Крегс Даун Хауз Край озер Джодрелл-Бенк Брох-оф-Муса Олд Скетнесс Ярлсхоф Країна Флоу Вірмут Джарроу Бат Спаclass=notpageimage\| Об'єкти попереднього списку на Британських островах · — Пам'ятки залізної доби на Шетландських островах · — Монастирі-близнюки Вірмут і Джарроу | \| \| Теркс і Кайкосclass=notpageimage\\| Острови Теркс і Кайкос в Атлантичному океані Острів Святої Єлениclass=notpageimage\\| Острів Святої Єлени в Атлантичному океані \| |
|  | Теркс і Кайкосclass=notpageimage\| Острови Теркс і Кайкос в Атлантичному океані Острів Святої Єлениclass=notpageimage\| Острів Святої Єлени в Атлантичному океані | |

## Попередній список
Попередній список — це перелік важливих культурних і природних об'єктів, що пропонуються включити до Списку всесвітньої спадщини. Станом на 2019 рік Департаментом культури, медіа та спорту Великої Британії було запропоновано внести до переліку об'єктів Світової спадщини ЮНЕСКО ще 11 об'єктів. Їхній повний перелік наведено у таблиці нижче.
| №  | Зображення | Назва | Розташування                                                                               | Час створення      | Рік внесення до списку | №                                                      | Критерії        |
| -- | ---------- | --- | ------------------------------------------------------------------------------------------ | ------------------ | ---------------------- | ------------------------------------------------------ | --------------- |
| 1  |            | Чатемська корабельня англ. Chatham Dockyard and its Defences                                                                                           | Англія Регіон: Південно-Східна Англія Церемоніальне графство: Кент Місто: Чатем            | XVII-XIX століття  | 2012                   | 5670 [Архівовано 3 листопада 2012 у Wayback Machine.]  | ii, iv          |
| 2  |            | Кресвел-Крегс англ. Creswell Crags | Англія Регіон: Східний Мідленд Церемоніальні графства: Дербішир, Ноттінгемшир              | 60-15 тис. р. тому | 2012                   | 5671 [Архівовано 18 червня 2013 у Wayback Machine.]    | iii             |
| 3  |            | Лабораторія Дарвіна англ. Darwin’s Landscape Laboratory                                                                                                | Англія Регіон: Великий Лондон Місто: Лондон (Бромлі)                                       | XVIII століття     | 2012                   | 5672 [Архівовано 3 листопада 2012 у Wayback Machine.]  | iii, vi         |
| 4  |            | Острів Святої Єлени англ. Island of St Helena | Заморська територія: Острови Святої Єлени, Вознесіння і Тристан-да-Кунья                   | —                  | 2012                   | 5675 [Архівовано 22 листопада 2012 у Wayback Machine.] | x               |
| 5  |            | Обсерваторія Джодрелл-Бенк англ. Jodrell Bank Observatory                                                                                              | Англія Регіон: Північно-Західна Англія Церемоніальне графство: Чешир                       | 1945               | 2012                   | 5676 [Архівовано 18 червня 2013 у Wayback Machine.]    | i, ii, iv, vi   |
| 6  |            | Брох-оф-Муса, Олд Скетнесс, Ярлсхоф: зеніт залізної доби Шетландських островів англ. Mousa, Old Scatness and Jarlshof: the Zenith of Iron Age Shetland | Шотландія Область: Шетландські острови                                                     | IV-ст. до н. е.    | 2012                   | 5677 [Архівовано 3 листопада 2012 у Wayback Machine.]  | iii, iv         |
| 7  |            | Сланцева промисловість північного Уельсу англ. Slate Industry of North Wales                                                                           | Уельс Область: Гвінет                                                                      | XVIII-XX століття  | 2012                   | 5678 [Архівовано 3 листопада 2012 у Wayback Machine.]  | ii, v           |
| 8  |            | Країна Флоу англ. Flow Country | Шотландія Область: Гайленд                                                                 | —                  | 2012                   | 5679 [Архівовано 3 листопада 2012 у Wayback Machine.]  | ix, x           |
| 9  |            | Монастирі Вірмут і Джарроу англ. The Twin Monastery of Wearmouth Jarrow                                                                                | Англія Регіон: Північно-Східна Англія Церемоніальне графство: Тайн і Вір Місто: Сандерленд | VII століття       | 2012                   | 5681 [Архівовано 3 листопада 2012 у Wayback Machine.]  | ii, iii, iv, vi |
| 10 |            | Острови Теркс і Кайкос англ. Turks and Caicos Islands                                                                                                  | Заморська територія: Острови Теркс і Кайкос                                                | —                  | 2012                   | 5682 [Архівовано 18 червня 2013 у Wayback Machine.]    | x               |
| 11 |            | Знамениті бальнеологічні курорти Європи англ. Great Spas of Europe (спільно з Австрією, Бельгією, Італією, Німеччиною, Францією та Чехією)             | Англія Регіон: Південно-Західна Англія Церемоніальне графство: Сомерсет Місто: Бат         | XVI-XVIII століття | 2014                   | 5935 [Архівовано 6 липня 2015 у Wayback Machine.]      | ii, iii, iv, vi |